# NGC 6174
NGC 6174 é uma galáxia  na direção da constelação de Hercules. O objeto foi descoberto pelo astrônomo William Parsons em 1849, usando um telescópio refletor com abertura de 72 polegadas. 